# Ampycella spiniventris
Espèce
Ampycella spiniventris est une espèce d'opilions laniatores de la famille des Ampycidae.

## Distribution
Cette espèce est endémique de la province de Santa Elena en Équateur. Elle se rencontre vers Santa Elena.

## Description
Le mâle syntype mesure 5 mm et la femelle syntype 5 mm.

## Systématique et taxinomie
Cette espèce a été décrite par Roewer en 1929.

## Publication originale
- Roewer, 1929 : « Weitere Weberknechte III. (3. Ergänzung der: "Weberknechte der Erde", 1923). » Abhandlungen der Naturwissenschaftlichen Verein zu Bremen, vol. 27, p. 179–284.